# 藤原大
藤原 大（ふじわら だい、1967年 - ）は、日本のクリエイティブディレクター、デザイナー。研究者。
多摩美術大学教授、金沢美術工芸大学名誉客員教授、東京大学生産技術研究所研究員。
コーポレイト（企業）、アカデミー（教育）、リージョン（地域）の3つのエリアをフィールドに、現代社会に向けた多岐にわたる創作活動は世界に広く知られている。

## 概要
学生時代から自然と人の関係や倫理観に着目する。生活者の視点に立ち、社会課題とビジネスをつなぐためアートデザイン＆サイエンステクノロジーを通じ、クリエイティブな成果を出し続けており、その活動が注目されている。良品計画、Google、資生堂、日立製作所、長瀬産業など企業のオープンイノベーションにおける牽引役としても活動してきており、資生堂LINK OF LIFEプロジェクトでは関係者と共に年約20件を超えるR&Dを成功させる。
地域共創活動にも積極的に力を注ぎ国内外での講演やプロジェクトなど数多く実施している。
COLOR HUNTINGは彼のデザイン手法として有名でその活動が継続的に行われており、中学校美術科教科書では2017年から、2025年まで継続紹介されている。近年では江ノ島電鉄の車両デザインでそれが表現された。
その他、毎日デザイン大賞、グッドデザイン大賞、ニューヨーク近代美術館永久コレクションなど諸歴がある。 

## 来歴
神奈川県出身。1992年、中央美術学院国画系山水画科（北京）に留学。
1994年、多摩美術大学美術学部デザイン科（生産デザイン学科テキスタイル専攻）を卒業後、三宅デザイン事務所に入社。
1998年、ブランド「A-POC」を三宅一生氏が藤原大と共創活動をはじめる（A-POC/コンピュータ制御の編機・織機を使用した布の段階で服に仕上がるデザイン手法と技術）。
2000年、「A-POC」がグッドデザイン大賞を受賞。2003年、毎日デザイン賞を受賞。
2004年、株式会社三宅デザイン事務所 取締役副社長。
2006年、ISSEY MIYAKE （WOMEN / MEN）パリコレクション　クリエイティブディレクター/デザイナー。「A-POC INSIDE」
2008年、「株式会社DAIFUJIWARA（DAIFUJIWARA AND COMPANY）」設立。
2011年、 湘南工科大学コンピューターデザイン学科 教授。2012年、CAMPER デザイナー。
2013年、21_21DESIGN SIGHT　「COLOR HUNTING/色からはじめるデザイン」展 企画展ディレクター、会場設計。良品計画、MUJI to GOディレクター。
2014年、多摩美術大学生産デザイン学科 教授。
2015年、銀座・資生堂ビルで開催した展覧会「LINK OF LIFE さわる。ふれる。美の大実験室 展」クリエイティブディレクター、会場設計。2016年、銀座・資生堂ビルで開催した展覧会「LINK OF LIFE エイジングは未来だ 展」クリエイティブディレクター、会場設計。2017年、銀座・資生堂ギャラリー　特別企画展「LINK OF LIFE 2017まわれ右脳！展」クリエイティブディレクター、会場設計。
2018年、江ノ島電鉄株式会社　情報発信トレイン（２両）をデザインする。株式会社日立製作所　フューチャービジョンプロジェクト“Hi Miura” クリエイティブディレクター。2019年、良品計画 いつものもしも デザイナー。
2021年、香港HKDI Gallery個展 「Dai Fujiwara The Road of My Cyber Phusical Hands」。2021年、茅ヶ崎市美術館　個展「human nature Dai Fujiwara 人の中にしかない自然 藤原大」。